# NCSM Blairmore (J314)
Le NCSM Blairmore (pennant number J314) (ou en anglais HMCS Blairmore) est un dragueur de mines de la Classe Bangor lancé pour la Royal Canadian Navy (RCN) et qui a servi pendant la Seconde Guerre mondiale.

## Conception
Le Blairmore est commandé dans le cadre du programme de la classe Bangor de 1941-42 pour le chantier naval de Port Arthur Shipbuilding Company de Port Arthur en Ontario au Canada. La pose de la quille est effectuée le 1er février 1942, le Blairmore est lancé le 14 mai 1942 et mis en service le 17 novembre 1942.
La classe Bangor doit initialement être un modèle réduit de dragueur de mines de la classe Halcyon au service de la Royal Navy,. La propulsion de ces navires est assurée par 3 types de motorisation: moteur diesel, moteur à vapeur à pistons à double ou triple expansions et turbine à vapeur. Cependant, en raison de la difficulté à se procurer des moteurs diesel, la version diesel a été réalisée en petit nombre.
Les dragueurs de mines de classe Bangor version canadienne déplacent 683 tonnes en charge normale. Afin de pouvoir loger les chaufferies, ce navire possède des dimensions plus grandes que les premières versions à moteur diesel avec une longueur totale de 54,9 mètres, une largeur de 8,7 mètres et un tirant d'eau de 2,51 mètres. Ce navire est propulsé par 2 moteurs alternatifs verticaux à triple détente alimentés par 2 chaudières à tubes d'eau à 3 tambours Admiralty et entraînant deux arbres d'hélices. Le moteur développe une puissance de 2 400 chevaux-vapeur (1 790 kW) et atteint une vitesse maximale de 16 nœuds (30 km/h). Le dragueur de mines peut transporter un maximum de 152 tonnes de fioul.
Leur manque de taille donne aux navires de cette classe de faibles capacités de manœuvre en mer, qui seraient même pires que celles des corvettes de la classe Flower. Les versions à moteur diesel sont considérées comme ayant de moins bonnes caractéristiques de maniabilité que les variantes à moteur alternatif à faible vitesse. Leur faible tirant d'eau les rend instables et leurs coques courtes ont tendance à enfourner la proue lorsqu'ils sont utilisés en mer de face.
Les navires de la classe Bangor sont également considérés comme exiguës pour les membres d'équipage, entassant 6 officiers et 77 matelots dans un navire initialement prévu pour un total de 40.

## Histoire

### Seconde Guerre mondiale
Le Blairmore est mis en service le 17 novembre 1942 à Port Arthur. Après son arrivée à Halifax, en Nouvelle-Écosse, le 24 décembre 1942, le dragueur de mines est affecté à la Western Local Escort Force (WLEF - Force d'escorte local de l'Ouest) en tant qu'escorte de convoi. En juin 1943, la force est réorganisée en groupes d'escorte et le Blairmore rejoint le Groupe d'escorteW-4. Le navire sert avec le W-4 jusqu'en février 1944. Ce mois-là, le Blairmore est envoyé dans les eaux européennes dans le cadre de la contribution du Canada à l'invasion de la Normandie.
À son arrivée en mars, le Blairmore est affecté à la 31e flottille de dragage de mines. Pendant le débarquement, le Blairmore et ses collègues dragueurs de mines nettoient et marquent des chenaux à travers les champs de mines allemands menant aux plages d'invasion dans le secteur américain. La 31e flottille de dragage de mines a nettoyé le chenal 3 le 6 juin, achevant la tâche sans être attaquée par les Allemands. Les dragueurs de mines passent les mois suivants à nettoyer les voies de navigation entre le Royaume-Uni et l'Europe continentale. Le 8 octobre 1944, la 31e flottille de dragueurs de mines est en train de draguer les mines au large du Havre, en France, lorsque le navire jumeau (sister ship) Mulgrave subit une explosion. Le dragueur de mines a heurté une mine et après que les efforts de contrôle des dommages sauvent le navire, le Blairmore le prend en remorque et le ramène au Havre. En avril 1945, le navire fait route vers le Canada pour un carénage à Halifax et revient à Plymouth en juillet. Le dragueur de mines reste dans les eaux européennes rattaché au Plymouth Command (commandement de Plymouth) jusqu'au 21 septembre 1945.

### Après-guerre
Après son retour au Canada, le Blairmore est désarmé à Sydney, en Nouvelle-Écosse, le 16 octobre 1945. Le Blairmore est vendu à Marine Industries et placé en réserve stratégique à Sorel, au Québec, en 1946. En juillet 1951, le dragueur de mines est racheté par la Marine royale du Canada pendant la guerre de Corée.
Le navire est amené à Sydney, en Nouvelle-Écosse, et reçoit le nouveau numéro de coque FSE 193 et est redésigné comme escorte côtière,. Cependant, le navire n'est jamais remis en service et reste en réserve à Sydney jusqu'au 29 mars 1958, date à laquelle le Blairmore est officiellement transféré à la marine turque,.
Rebaptisé TCG Beycoz (TCG pour Türkiye Cumhuriyeti Gemisi ou Navire de la République de Turquie) par la marine turque, le navire reste en service jusqu'en 1971, date à laquelle il est mis au rebut. Le navire est démantelé en Turquie en 1971.

### Honneurs de bataille
- Atlantic 1943-45
- Normandy 1944

### Participation auxconvois
Le Blairmore a navigué avec les convois suivants au cours de sa carrière:
1. Convoi BX 40
2. Convoi BX 50
3. Convoi HX 229A
4. Convoi HX 250
5. Convoi HX 252
6. Convoi HX 255
7. Convoi HX 257
8. Convoi HX 260
9. Convoi ON 166
10. Convoi ON 172
11. Convoi ON 192
12. Convoi ON 195
13. Convoi ON 197
14. Convoi ON 200
15. Convoi ON 202
16. Convoi ON 205
17. Convoi ON 292
18. Convoi ONS 3
19. Convoi ONS 8
20. Convoi ONS 11
21. Convoi SC 122
22. Convoi SC 126
23. Convoi SC 131
24. Convoi SC 134
25. Convoi XB 40
26. Convoi XB 49
27. Convoi XB 62

### Commandement
- T/A/Lieutenant Commander (T/A/Lt.Cdr.) Walter Juchereau Kingsmill (RCNVR) du 17 novembre 1942 à 24 octobre 1943
- T/Lieutenant (T/Lt.) Joseph Charles Marston (RCNR) du 25 octobre 1943 au 16 octobre 1945

Notes:
RCNR: Royal Canadian Naval Reserve
RCNVR: Royal Canadian Naval Volunteer Reserve 